# Mwenya Matete
Mwenya Matete – zambijski piłkarz grający na pozycji pomocnika. W swojej karierze rozegrał 1 mecz w reprezentacji Zambii.

## Kariera klubowa
W swojej karierze piłkarskiej Matete grał w klubie Konkola Blades.

## Kariera reprezentacyjna
W reprezentacji Zambii Matete zadebiutował 20 stycznia 1992 w przegranym 0:1 po dogrywce ćwierćfinałowym meczu Pucharu Narodów Afryki 1992 z Wybrzeżem Kości Słoniowej (0:1 po dogrywce). Był to zarazem jego jedyny rozegrany mecz w kadrze narodowej.